# Hemihyalea tabeculoides
Hemihyalea tabeculoides là một loài bướm đêm thuộc phân họ Arctiinae, họ Erebidae.